# Windmühlenturm (Neuss)

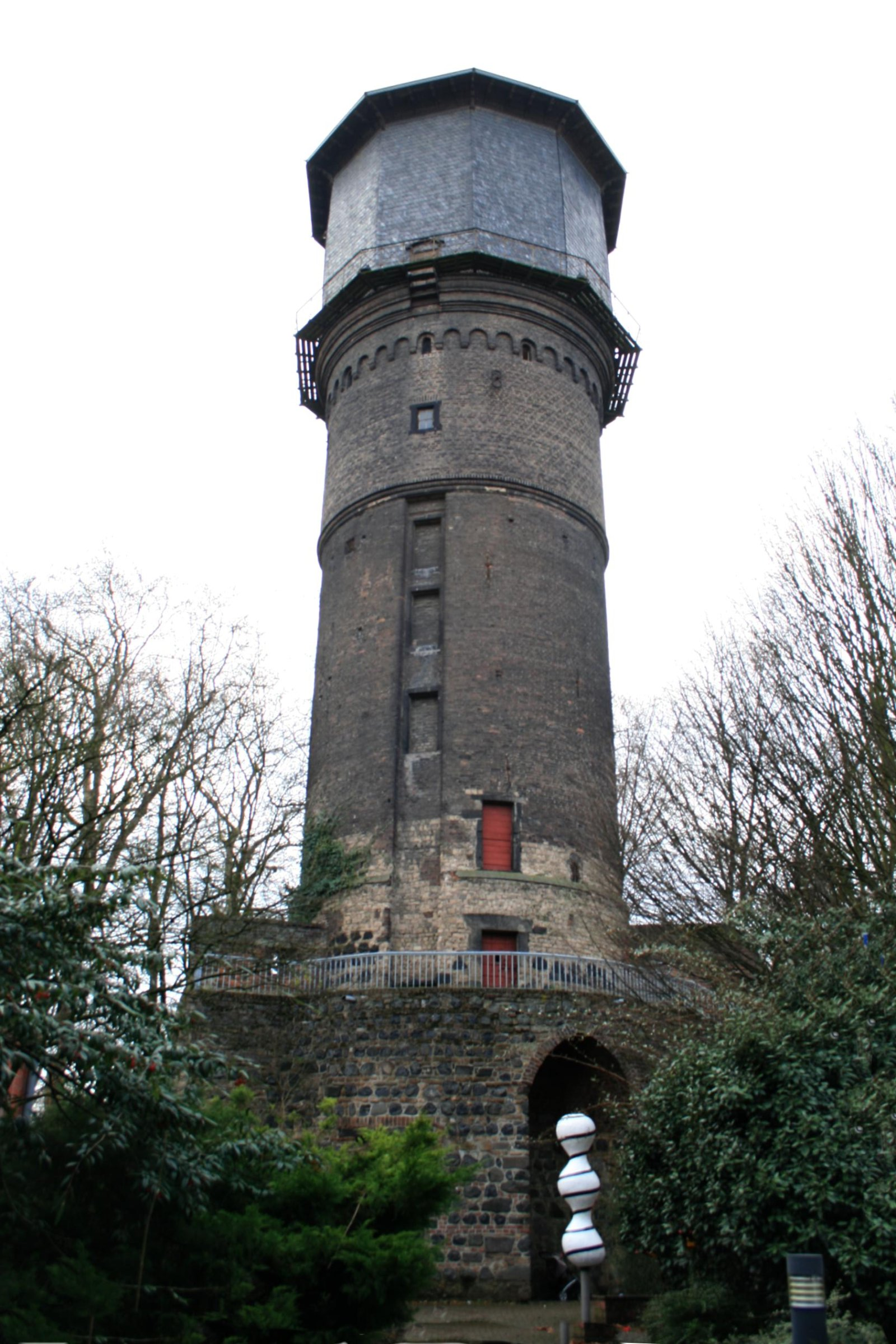
Der Turm 2012

Der Windmühlenturm ist ein ehemaliger Wehrturm nahe dem Obertor und dem Neuen Stadtgarten in Neuss. Er stammt aus dem 13. Jahrhundert.

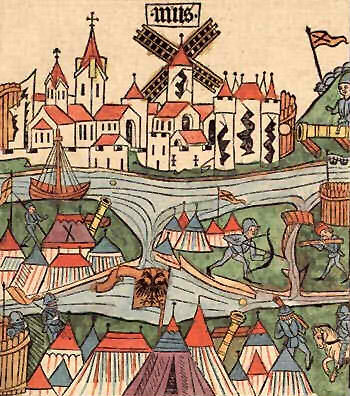
Die Windmühle in einer Darstellung aus dem Jahr 1477

Der Turm ist auf einem Holzschnitt von 1477 zu erkennen. Bis 1849 diente er als Windmühle. Der Räuberhauptmann Mathias Weber wurde hier 1796 inhaftiert, entkam jedoch durch einen Sprung aus 7 m Höhe.
Im Jahre 1880 wurde in 30 bis 35 m Höhe ein 416 m3 fassender Wasserbehälter eingebaut und der Turm vom Neusser Wasserwerk an der Weingartstraße als Wasserturm genutzt. Den Zweiten Weltkrieg überstand der Turm nahezu unbeschädigt.